# モガウン (ザガイン管区)
モガウン は、ミャンマー西部・ザガイン地方域、カレー県のミンギン郡にある村である。